# Christa Perathoner
Pour les articles homonymes, voir Perathoner.
Christa Perathoner, née le 7 juin 1987 à Bressanone, est une biathlète italienne. 

## Carrière
Après des débuts internationaux effectués en 2006 dans la Coupe d'Europe, Christa Perathoner prend son premier départ Coupe du monde à Hochfilzen en 2008. Lors de la saison 2008-2009, elle marque ses premiers et unique points avec une 32e place au sprint d'Antholz. Elle est alors sélectionnée pour les Championnats du monde 2009.
Elle est seulement présente sur l'individuel des Jeux de Vancouver en 2010, se classant 79e. 

## Palmarès

### Jeux olympiques
| Épreuve / Édition | Vancouver 2010 |
| Individuel        | 79e            |

### Championnats du monde
| Épreuve / Édition         | Individuel | Sprint | Poursuite | Départ en masse | Relais | Relais mixte |
| Mondiaux 2009 Pyeongchang | -          | 45e    | 53e       | -               | -      | -            |

Légende :

- : n'a pas participé à l'épreuve

### Coupe du monde
- Meilleur classement général : 87e en 2009.
- Meilleur résultat individuel : 32e place.

#### Différents classements en Coupe du monde
| Année     | Classement général final | Sprint | Poursuite | Individuel | Mass start |
| 2008-2009 | 87e                      | 79e    | -         | -          | -          |